# Kerkhof van Kooigem
Het Kerkhof van Kooigem is een gemeentelijke begraafplaats, gelegen rond de Sint-Laurentiuskerk in het centrum van Kooigem.

## Britse oorlogsgraven
Op het kerkhof bevindt zich aan de zuidoostelijke zijde van de kerk een perk met 17 geïdentificeerde Britse gesneuvelden uit de Eerste Wereldoorlog. Na de wapenstilstand werden twee slachtoffers vanuit het gehucht Meuleken hier bijgezet en 8 andere afkomstig uit een kleine begraafplaats dicht bij het kerkhof. Alle doden zijn gevallen tijdens het geallieerde eindoffensief van oktober en november 1918. De graven worden onderhouden door de Commonwealth War Graves Commission en staan bij de CWGC geregistreerd onder Kooigem Churchyard.

### Onderscheiden militairen
- J. Scott en W. McCormick, soldaten bij het Royal Irish Regiment ontvingen de Military Medal (MM).